# غابي هوبر
غابي هوبر هي لاعبة الاسكواش سويسرية، ولدت في 7 أغسطس 1980 في زيورخ في سويسرا.

## وصلات خارجية
- الموقع الرسمي
- غابي هوبر على موقع SquashInfo.com (الإنجليزية)